# Homeryon
Homeryon is een geslacht van kreeftachtigen uit de klasse van de Malacostraca (hogere kreeftachtigen).

## Soorten
- Homeryon armarium Galil, 2000
- Homeryon asper (Rathbun, 1906)